# Berlin-Fennpfuhl

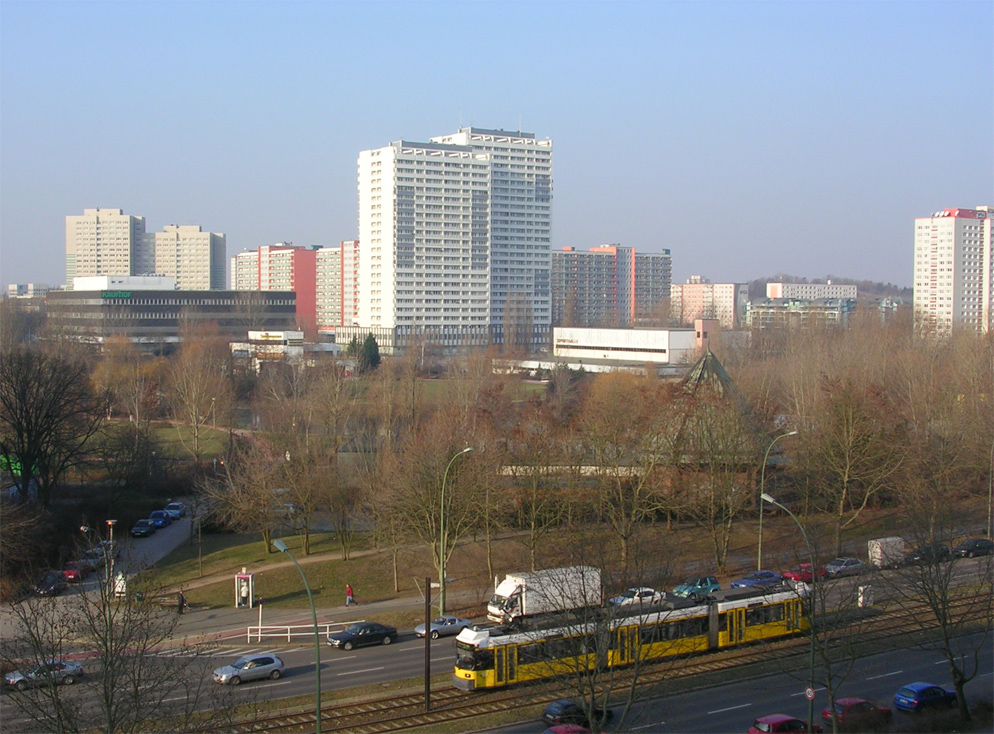
Blick auf den Fennpfuhlpark, in der Mitte das Doppel-Hochhaus am Anton-Saefkow-Platz

Fennpfuhl ist ein Ortsteil im Bezirk Lichtenberg in Berlin. Der Name leitet sich vom Wohngebiet am Fennpfuhl beziehungsweise dem dortigen Fennpfuhl ab. Erst nach der Verwaltungsreform 2001 wurde das Wohngebiet zu einem eigenen Ortsteil, zuvor gehörte es zu Lichtenberg mit dem Zusatz (Nord). Fennpfuhl ist nach Friedenau der am zweitdichtesten besiedelte Ortsteil Berlins.

## Ortsteilgrenzen
Der Ortsteil wird vom Weißenseer Weg (bis vor die Kreuzung ohne dessen Straßenland) und der Landsberger Allee (Nordwestseite, einschließlich Straßenland) und weiter von der Vulkanstraße zur Josef-Orlopp-Straße (deren beider Straßenland zum Ortsteil Lichtenberg gehört) begrenzt. Der weitere Grenzverlauf über die Möllendorffstraße in die Storkower Straße liegt ebenfalls am Nordrand (ohne das Straßenland). 65 Meter westlich der Paul-Junius-Straße wechselt er an den südlichen Straßenrand, um vor der Storkower Straße 128 (südwestwärts) zum Ringbahngraben hin mit der Bezirksgrenze zusammenzufallen. An der Nordseite der Bahntrasse über die Thaerstraßenbrücke hinweg unter Ausschluss der Landsberger Allee-Brücke und am Südrand der Landsberger Allee entlang grenzt der Bezirk Pankow an den Ortsteil. Von der Ecke Karl-Lade-Straße bleibt der Ortsteil an der (südlich verlängerten) Ostseite der Oderbruchstraße (mithin ohne deren Straßenland). An der Kreuzung mit Maiglöckchen-/Herbert-Tschäpe-Straße wechselt die Ortsteilgrenze zum Nordrand der Hohenschönhauser Straße einschließlich deren Straßenland und der Wohnbebauung östlich des Volksparks Prenzlauer Berg. Vor der Bezirksreform 2001 gehörte zu Lichtenberg die von der Oderbruchkippe überdeckte Fortsetzung der Oderbruchstraße direkt zur Südostecke des Jüdischen Friedhofs zum Gelände des Ortsteils. Der geteilte Volkspark kam 2001 vollständig zum Bezirk Pankow und die Bezirksgrenze knickt gegenüber der Otto-Marquardt-Straße nach Nordwesten entlang der Zufahrtsstraße um die Tennisplätze herum. Die Begrenzung des Ortsteils knickt im rechten Winkel nach Nordost, weiter auf der „Hauptstraße“ zwischen den Kleingärten (im Ortsteil liegt KGA ‚Langes Höhe‘) hindurch verlaufend. Der nördliche Grundstücksstreifen der KGA am Ostabschluss des Jüdischen Friedhofs ist der weitere Grenzlauf in die Straße 106 (einem Reststück der nicht umgesetzten Oderbruchstraße) zum südwestlichen Gehweg des Weißenseer Wegs, womit die Umrundung des Ortsteils beendet ist.

## Geschichte

### Planungen
Im April 1961 wurde mit dem Entwurf des Wohngebietes Lichtenberg (Nord) begonnen. Die Planung war in drei Bauabschnitte untergliedert. Das insgesamt zu bebauende Gebiet umfasste eine Fläche von 175 Hektar. In der Erich-Kuttner-Straße am Rande des Gebietes (Bauabschnitt I) wurde das erste Haus des künftigen Plattenbau-Typs P2 errichtet, einer der meistgebauten Wohnungstypen der DDR. 1962 fand darin die Ausstellung „neues leben – neues wohnen“ statt. Das als Muster- und Experimentalbau errichtete Gebäude steht mittlerweile unter Denkmalschutz.
Dem heutigen Neubaugebiet mussten ab den 1960er Jahren einige Kleingartenanlagen und eine alte Randbebauung um den Roederplatz herum weichen. Erste Ausschreibungen für die Bebauung des feuchten Gebietes gab es bereits 1956/1957 als gesamtdeutschen Architekturwettbewerb Fennpfuhl, die der Hamburger Architekt Ernst May gewonnen hatte. Die Realisierung wurde wegen der zu erwartenden Probleme mit der Trockenlegung des Gebietes und aus Geldmangel auf unbestimmte Zeit verschoben.
1969 wurde der Mitarbeiter des Büros für Städtebau beim Magistrat von (Ost)Berlin, der Architekt Thorleif  Neuer, vom Chefarchitekten dieses Büros Jochen Nähter, mit der städtebaulichen Planung des „Investitionskomplexes Landsberger Chaussee/Weißenseeer Weg“, Arbeitstitel „Fennpfuhl“, beauftragt.
Thorleif Neuer hatte zuvor die städtebauliche Planung für die Großplattensiedlung „Wohnkomplex Frankfurter Allee Süd“ für ca. 15 Tausend Einwohner abgeschlossen.
Die Planung für diese Neubaugebiete erfolgte in zwei Phasen:
In der ersten Phase erarbeitete das Büro für Städtebau die Gesamtplanung des Siedlungsgebietes, d.h. die strukturelle Gliederung, die Lage der einzelnen Wohngebiete und deren Versorgungszentren, die Baukörpergliederung (Baumassenverteilung), die Stellung dominanter Gebäude (z.B. Wohnhochhäuser) sowie die Einordnung erforderlicher Infrastrukturgebäude wie Kita, Schule, Turnhalle, Kaufhaus, Kaufhalle, Schwimmhalle, Dienstleistungsgebäude, Seniorenwohnheim und Gaststätte. Die Großplattensiedlung Fennpfuhl wurde in 3 Wohngebiete unterteilt. 
Zusammen mit der Planung der Bebauung erfolgte parallel die Planung der Freiflächen und der Verkehrsanlagen sowie der stadttechnischen Ver- und Entsorgung durch die Fachabteilungen des Büros für Städtebau. Begleitet wurde die städtebauliche Planung durch den Hauptauftraggeber Berlin beim Magistrat von Berlin (HAG) als Vertreter des Bauherren. Die Bildung dieses Hauptauftraggebers HAG war 1968 vom Magistrat beschlossen worden, um den Aufbau des Stadtzentrums und den komplexen Wohnungsbau zu begleiten. Der HAG war zuständig für die Investitionen, die Koordinierung der Investitionsvorhaben und die Verlagerungs- und Abrissmaßnahmen zur Schaffung der Baufreiheit.
Im Ergebnis dieser städtebaulichen Planung entstand für die Wohngebiete 1 und 2 ein detaillierter Plan mit Darstellung der Bebauung im Maßstab 1:1000, auf einer vermessenen Kartengrundlage.  Zu dieser Planzeichnung mit der genauen Positionierung der Gebäude gehörte ein städtebauliches Modell, ebenfalls im Maßstab 1:1000 und ein Textteil als sog. städtebauliche Direktive.
Diese Unterlagen wurden dann dem Magistrat vom Berlin zur Bestätigung vorgelegt.
Damit hatte der Architekt und Planer Thorleif Neuer seinen Auftrag der städtebaulichen Planung der Wohngebiete 1 und 2 abgeschlossen, einschl. des Nachweises der erforderlichen Kennziffern und der Bestätigung durch den Magistrat von Berlin.
Der bestätigte Bebauungsplan bildete die Grundlage der Projektierung durch die volkseigenen Baukombinate. Diese Baukombinate waren das VEB WBK Berlin (volkseigenes Wohnungsbaukombinat Berlin), das VEB TBK (volkseigenes Tiefbaukombinat Berlin) sowie der VEB Grünanlagenbau, Besondere Gebäude, wie das Kaufhaus, die Gaststätte, die Schwimmhalle und das Dienstleistungsgebäude wurde im IHB (Ingenieurhochbau-Kombinat) entworfen und projektiert.
Mit der Projektierung begann die zweite Phase der Planung. Im Falle des Wohnungsbaus wurden die Typengebäude, die sog. „Erzeugnisse“ des WBKs, die für die Realisierung der Wohnhäuser zur Verfügung standen, in den städtebaulichen Entwurf eingepasst und die Ausführung der Baumaßnahme auf der Grundlage des vorliegenden städtebaulichen Entwurfs geplant.
Die Wohnhäuser wurden in Großplattenbauweise errichtet. Die Fassadenplatten, oberflächenfertig, komplett mit Fenstern und Balkontüren, und die Innenwandplatten wurden in den zum Wohnungsbaukombinat gehörenden Betonwerken hergestellt und auf der Baustelle mit Kränen montiert. Die Kranbahnbreite, ausgelegt für einen möglichst effektiven Aufbau der Gebäude, war eine der zu berücksichtigenden Vorgaben beim städtebaulichen Entwurf.
Nach der städtebaulichen Planung der Wohngebiete 1 und 2 wurde zur Zeiteinsparung ein 3. Wohngebiet in Gemeinschaftsarbeit  der Planer des Büros für Städtebau mit Projektanten des WBK Berlin und dem HAG Berlin in einer Arbeitsklausur geplant.
Der Architekt und Stadtplaner Thorleif Neuer hat in seiner Tätigkeit beim Büro für Städtebau unter Leitung von Jochen Nähter und später Roland Korn, in den Jahren von 1969 bis 1985 sieben Großplatten-Siedlungen städtebaulich entworfen, bis zum Bebauungsplan und dessen Bestätigung bearbeitet und in der Bauausführung begleitet.

### Bauphase von 1972 bis 1986

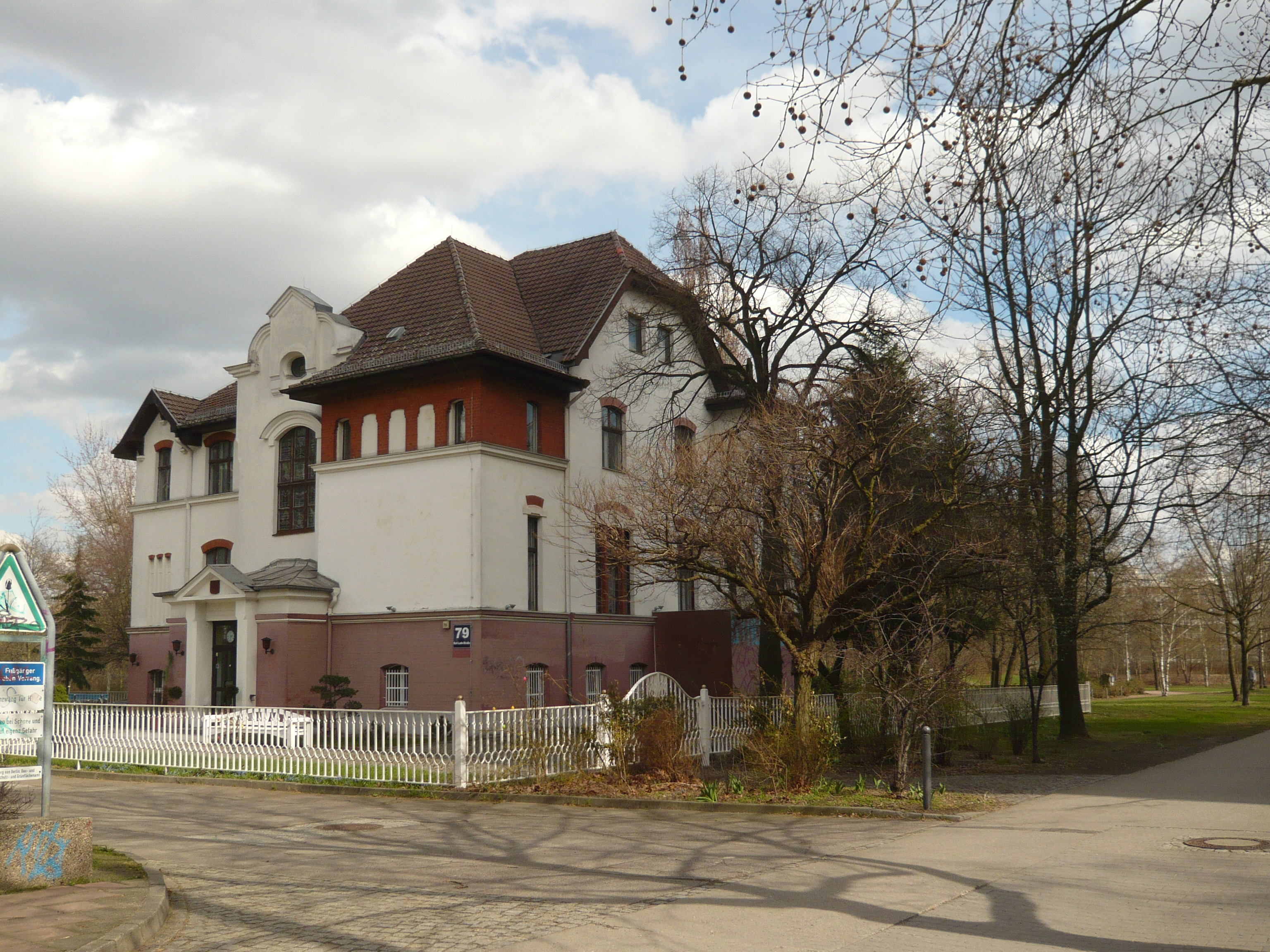
Villa Looß am Fennpfuhl

Am 1. Dezember 1972 erfolgte mit der Grundsteinlegung für das Doppel-Hochhaus am Roederplatz der offizielle Baubeginn für das Gebiet am Fennpfuhl, das die erste zusammenhängende Plattenbau-Großwohnsiedlung der DDR wurde. Erstmals wurde durch Heinz Mehlan dabei auch eine elfgeschossige Ausführung des Wohnbautyps WBS 70-11 errichtet. Bis 1986 entstanden im damaligen Bereich Lichtenberg (Nord) Wohnhäuser für 50.000 Einwohner in 15.518 Wohnungen, dazu 13 Schulen, neun Schulsporthallen, zwei Schulmensen, 15 Kinderkombinationen, fünf Kaufhallen, zwei Seniorenwohnheime, zwei Schwimmhallen, drei Clubgaststätten und ein Warenhaus. Von der sehr dünnen alten Bebauung blieb nur wenig erhalten. Neben einem größeren Komplex von Wohnhäusern aus dem Beginn des 20. Jahrhunderts zwischen Karl-Lade- und Erich-Kuttner-Straße sind lediglich einige Gebäude an der Alfred-Jung-Straße sowie zwischen der Josef-Orlopp-Straße und der Herzbergstraße auf der Ostseite der Möllendorffstraße vorhanden. Das älteste Gebäude des Ortsteils ist die 1896 errichtete Villa am Fennpfuhl, eine ehemalige Hof-Beamtenvilla in der Karl-Lade-Straße 79. Außerdem gibt es an Altbauten noch das 1912 in Betrieb genommene Schulgebäude in der Paul-Junius-Straße (seit dem Ende der 1990er Jahre: Musikschule Lichtenberg und Volkshochschule), ein Kinderheim in der Möllendorffstraße sowie Reste eines ehemaligen Leder-Handelskontors in der Franz-Jacob-Straße.
Gleichzeitig mit der Umbenennung der Landsberger Chaussee im Gebiet in Leninallee wurden am 11. Juli 1973 nördlich der Landsberger Chaussee sowie östlich des Weißenseer Wegs sechs neu angelegte Straßen benannt. Ebenso wie fünf weitere Straßen und der Anton-Saefkow-Platz, die am 2. April 1975 im Zentrum und im Süden des Gebietes benannt wurden, erhielten sie Namen von kommunistischen Widerstandskämpfern gegen den Nationalsozialismus aus der Gruppe um Anton Saefkow, Franz Jacob und Bernhard Bästlein. Am 14. Januar 1976 erfolgten die Umbenennungen des Weißenseer Wegs in Ho-Chi-Minh-Straße nach dem ersten (nord)vietnamesischen Präsidenten Hồ Chí Minh sowie der Möllendorffstraße in Jacques-Duclos-Straße nach dem französischen kommunistischen Politiker Jacques Duclos.
Die Bebauung um den als „gesellschaftliches Zentrum“ geplanten Anton-Saefkow-Platz mit Wohnhochhäusern mit Geschäften, einer Schwimmhalle, einer Sporthalle und einem Kaufhaus (Konsument) sowie die Anlage des Fennpfuhlparks dauerte hingegen auf Grund von Bauproblemen wegen des morastigen Untergrunds noch bis in die 1980er Jahre.

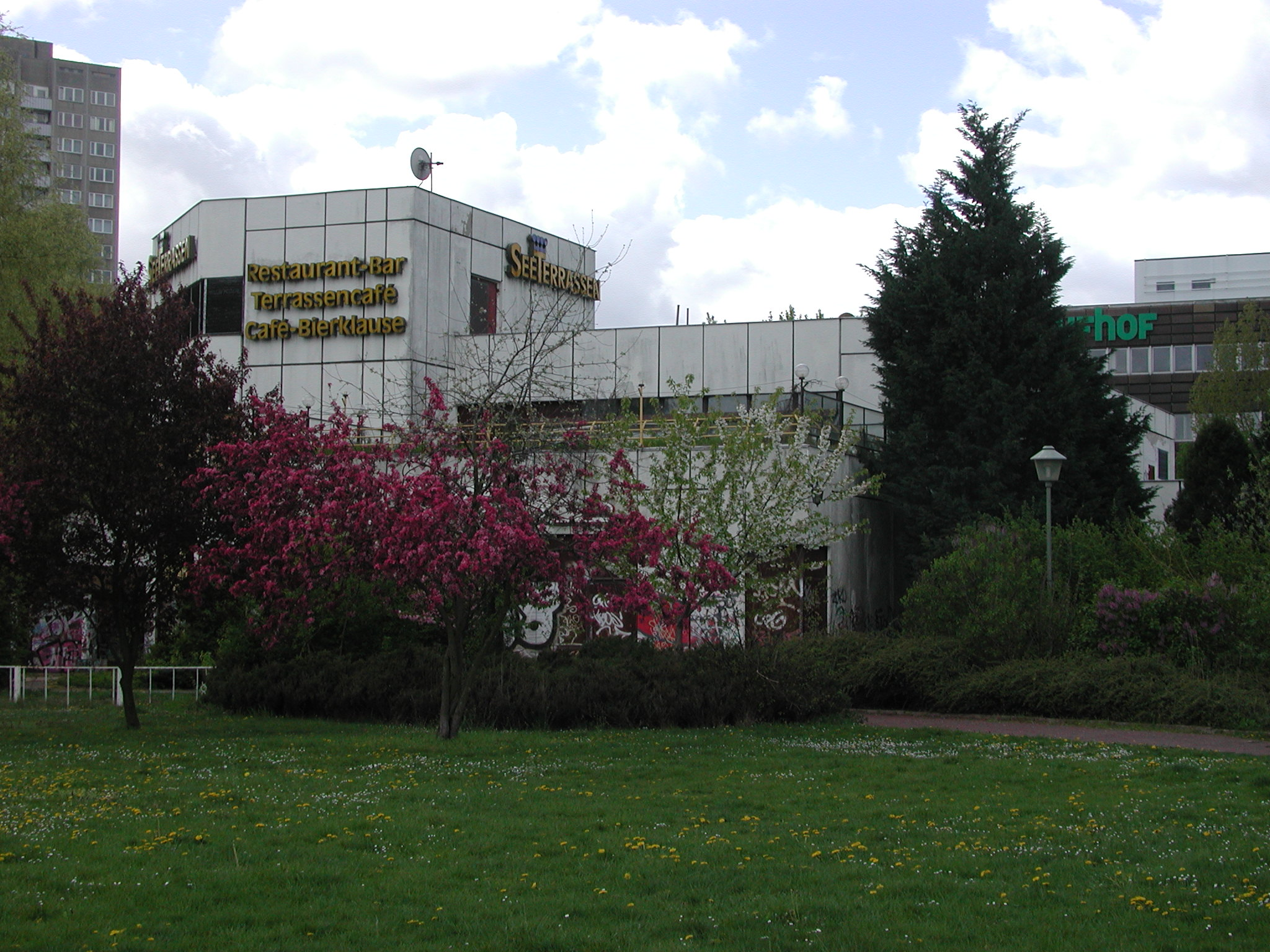
Gaststättenkomplex Seeterrassen, im Oktober 2008 abgerissen

Zwischen 1978 und 1981 wurde der frühere Fennpfuhl mit dem ebenso alten Langpfuhl zu einem zusammenhängenden Gewässer verbunden und eine Brücke über den Verbindungskanal gebaut, die Fennpfuhlbrücke. Um das Gewässer entstand unter Einbeziehung vorhandener alter Bäume ein Park. Ein zweigeschossiges Gasthaus, die Seeterrassen, wurde direkt am Fennpfuhl gebaut. Der Name dieses Restaurants war vermutlich eine Anlehnung an die hier um die Wende des 19. zum 20. Jahrhundert vorhandene Vergnügungslokalität Seeterrasse, die gut besucht war und auch kulturelle Veranstaltungen ausrichtete, wofür sie sogar über Tribünen verfügte.

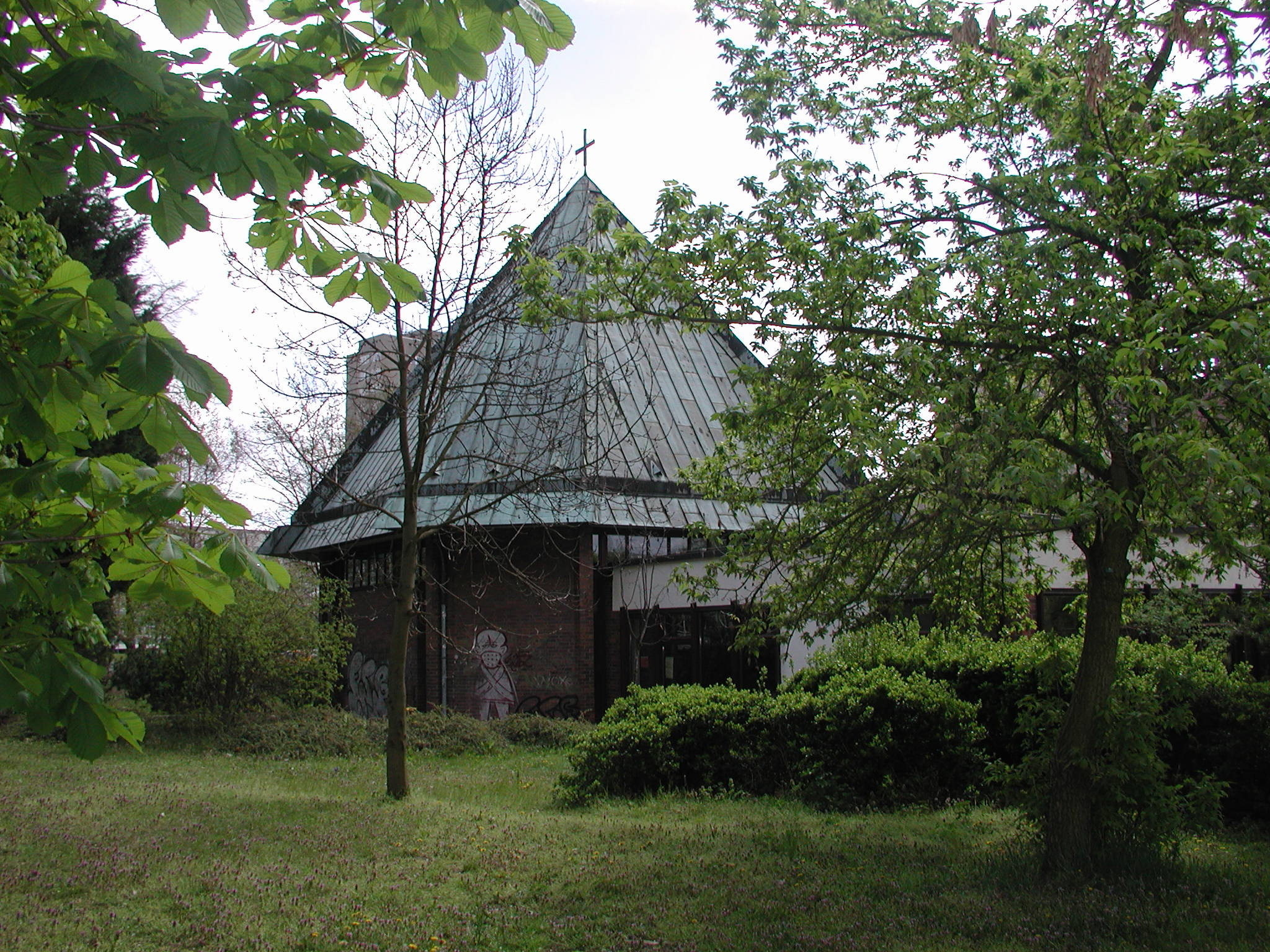
Kirche am Fennpfuhl

In den Jahren 1983/1984 errichteten Bauarbeiter aus dem erzgebirgischen Schwarzenberg am Rande des Parks das evangelische Gemeindezentrum Am Fennpfuhl (siehe Bild). Es war das zweite neue Gotteshaus, das auf Basis eines am 6. März 1976 vereinbarten Kirchenneubauprogramms zwischen Erich Honecker und Albrecht Schönherr fertiggestellt wurde.
Die oben bereits erwähnte Villa am Fennpfuhl, die während der Bauzeit für Lichtenberg (Nord) der Bauleitung gedient hatte, wurde nach Bauabschluss vom Bezirksamt renoviert und am 12. Mai 1986 zum neuen Standort des Standesamtes Berlin-Lichtenberg, das zuvor im Lichtenberger Rathaus angesiedelt war.

### Änderungen und Ergänzungen von 1987 bis 1990
An der Leninallee Ecke Ho-Chi-Minh-Straße hatten die Planungen eine Sportanlage mit Aschenbahn und Fußballstadion vorgesehen. Die Fläche wurde längere Zeit offen gehalten. Doch nach einer Besichtigung des Neubaugebietes durch Vertreter des damaligen Berliner Magistrats wurde an dieser Stelle eine Wohnbebauung vorgenommen. Es entstanden vier Punkthochhäuser. Ein kleinerer Sportplatz wurde danach etwas weiter südlich an der Ho-Chi-Minh-Straße doch noch fertiggestellt.

### Nach 1990
Die Handels- und Dienstleistungsqualität des Ortsteils wurde durch Um- oder Neubauten erheblich verbessert. So zog das Warenhaus Horten in das alte Konsument-Gebäude (später Kaufhof bis April 2007), die drei Gebäude des ehemaligen Bauarbeiter-Hotels nordöstlich des Wohngebietes wurden mit einem Neubau zusammengefasst (wofür die Clubgaststätte Suhler Eck abgerissen wurde) und zu einem neuen Hotelkomplex (seit um 2010: Quality Hotels und Holiday Inn) mit eigener Gaststätte Wilhelmsberg aufgewertet. Die Einkaufs- und Bürozentren Storkower Bogen am S-Bahnhof Storkower Straße, City-Point-Center am Roederplatz sowie die Landsberger Spitze an der Landsberger Allee/Ecke Oderbruchstraße entstanden. Unmittelbar westlich des Gebietes wurde am S-Bahnhof Landsberger Allee das Einkaufs- und Dienstleistungscenter Forum Landsberger Allee an der Ecke Storkower Straße am 5. November 1998 eröffnet.
Die den Ortsteil querenden großen Magistralen, die Leninallee, die Ho-Chi-Minh-Straße und die Jacques-Duclos-Straße, erhielten 1992 nach Empfehlungen des Senats von Berlin ihre früheren Namen zurück.
Bis 2001 wurden fast alle Wohnhäuser saniert. Der Besitzer der meisten Wohngebäude im Fennpfuhl-Gebiet war bereits von Anfang an eine Genossenschaft, die AWG-Elektrokohle, aus der nach der politischen Wende auf Beschluss der Mitgliederversammlung die Wohnungsbaugenossenschaft Lichtenberg e. G. (WGLi) wurde. Diese Genossenschaft sanierte zwischen 1991 und 2001 ihre Wohngebäude, das Umfeld wurde durch Grünanlagen und Parkmöglichkeiten aufgewertet. Ebenso konnte das Altersheim an der Judith-Auer-Straße umfassend saniert werden. Die frühere HO-Kaufhalle an der Judith-Auer-Straße/Ecke Landsberger Allee, in die kurzzeitig Kaiser’s eingezogen war, wich einem Neubau, dem Castello, einem Wohn- und Geschäftskomplex. Das Bauwerk in sehr eigenwilliger Architektur entstand nach Entwürfen des deutschen Architekten Hinrich Baller.
Nach Beendigung der Sanierung des Fennpfuhl-Gebietes zog die WGLi aus ihren alten provisorischen Baracken an der Paul-Junius-Straße in einen Neubau an der Landsberger Allee, in dem auch attraktive Eigentumswohnungen vorhanden sind. An Stelle der Baracken entstand im Herbst 2007 eine gärtnerische Anlage, die den Fennpfuhlpark erweitert.
Der Gaststättenkomplex Seeterrassen wurde nach einigen Neubewirtschaftungsversuchen um das Jahr 2000 leergezogen. Weil sich kein neuer Betreiber oder Erwerber finden ließ, wurde das Gebäude im Oktober 2008 abgetragen. Die Fläche wurde schrittweise eingeebnet und in den Park integriert.
Der Verein Junge Tauchpioniere Berlin e. V. führte im Jahr 2010 eine umfangreiche Grundreinigung des Fennpfuhls durch. Einmal jährlich treffen sich die Vereinsmitglieder, um ehrenamtlich kleine Seen im Berliner Stadtgebiet von Unrat zu befreien. Dabei holen sie häufig alte Fahrräder, alte Elektrogeräte, Zigarettenautomaten und anderen Schrott ans Tageslicht.
Im Rahmen des Förderprogramms Stadtumbau Ost wurden im Ortsteil zwischen 2002 und 2020 zahlreiche Projekte realisiert.

## Bevölkerung
Mit der Fertigstellung der ersten Neubauten in den 1970er Jahren zogen vor allem junge Familien mit Kindern hierher. Einen geringen Abwärtstrend gab es infolge des Mauerfalls, als zahlreiche Familien in die alten Bundesländer zogen, in denen ausreichende und meist besser bezahlte Arbeitsplätze vorhanden waren. Erst ab den 2010er Jahren entwickelt sich ein stetiger Zuzugstrend, weil Wohngebäude saniert und weitere Neubauten errichtet wurden.
| Jahr | Einwohner |
| ---- | --------- |
| 2001 | 31.425    |
| 2007 | 30.883    |
| 2010 | 31.287    |
| 2015 | 32.489    |
| 2020 | 33.751    |

| Jahr | Einwohner |
| ---- | --------- |
| 2021 | 33.690    |
| 2022 | 34.209    |
| 2023 | 34.530    |
| 2024 | 34.484    |

Quelle ab 2007: Statistischer Bericht A I 5. Einwohnerregisterstatistik Berlin. Bestand – Grunddaten. 31. Dezember. Amt für Statistik Berlin-Brandenburg (jeweilige Jahre)

## Verkehr

### Individualverkehr
Das Verkehrsnetz des Ortsteils Fennpfuhl wird im Wesentlichen durch vier Straßenzüge bestimmt:
In Nord-Süd-Richtung ist dies die Verbindung Indira-Gandhi-Straße–Weißenseer Weg, die zwischen dem Pankower Ortsteil Weißensee und der Möllendorffstraße verläuft.
Der bestimmende Ost-West-Straßenzug ist ein Abschnitt der Landsberger Allee, zwischen dem Platz der Vereinten Nationen und dem anschließenden Ortsteil Marzahn.
Im Westen des Ortsteils gehen von der Landsberger Allee (am früheren Steuerhaus) zwei Straßenzüge nach Nordosten- beziehungsweise Südosten ab: die Oderbruchstraße, im weiteren Verlauf Hohenschönhauser Straße und die Karl-Lade-Straße.
Am südwestlichen Rand verläuft die Storkower Straße parallel zur Ringbahn, die gleichzeitig die Bezirksgrenze zu Pankow (Ortsteil Prenzlauer Berg) darstellt.

### Öffentlicher Personennahverkehr
Bedingt durch die relativ zentrumsnahe Lage und das vorgegebene Hauptstraßennetz war das Areal bereits vor dem Bau des Ortsteils gut durch den öffentlichen Personennahverkehr erschlossen.
Straßenbahnen
Am 12. Juni 1893 ging eine Straßenbahnlinie der Neuen Berliner Pferdebahn-Gesellschaft in Betrieb, die zwischen dem Bahnhof Friedrichsberg (später Frankfurter Allee) über den Roederplatz und der Irren-Anstalt Herzberge verlief. Die Straßenbahn Berlin–Hohenschönhausen, die in einem Teilabschnitt im Ortsteil Fennpfuhl verlegt ist, nahm am 22. Oktober 1899 ihren Betrieb auf, am 2. November 1912 folgte die Straßenbahnstrecke durch die Roederstraße (seit den 1970er Jahren Karl-Lade-Straße und ihre Verlängerung). Die Linie durch den Weißenseer Weg kam am 2. Juli 1927 hinzu. Sämtliche Strecken sind nach wie vor in Betrieb, lediglich ihre Nummerierung wurde öfter geändert. Sie werden innerhalb des Ortsteils von den Straßenbahnlinien M5, M6, M8, M13, 16 und 21 befahren.
Busverkehr
Ab dem 14. Januar 1953 verkehrten zusätzlich zur Straßenbahn zwei Obuslinien durch den späteren Ortsteil. Die Linie O14 führte vom Loeperplatz über den Roederplatz zum Bahnhof Lichtenberg. Später wurde sie mit der Linie O30 vereint und zu einer Ringlinie erweitert. Als zweite Linie führte der O41 (ab 1960: O37) von der Kreuzung Leninallee/Dimitroffstraße aus über die Leninallee nach Bürknersfelde und später weiter zum Bahnhof Lichtenberg. Bis Anfang 1973 wurde der Obusverkehr in Ost-Berlin wieder eingestellt und die Linien auf Omnibus umgestellt.
In den 1980er Jahren lösten Buslinien die O-Busse ab; sie trugen die Nummern 30 als Nachfolger der Obuslinie O30 und 56. Letzterer verkehrte durch die Storkower Straße, Leninallee, Vulkanstraße, Herzbergstraße und Jacques-Duclos-Straße (seit 1992 wieder Möllendorffstraße) zum S-Bahnhof Storkower Straße und bediente auf seinem Weg weite Teile des Neubaugebietes.
Nach der politischen Wende erhielten die Buslinien die Nummern 240 beziehungsweise 156; Der 240er änderte 1993 seine Strecke und endet seitdem am S-Bahnhof Storkower Straße, der 156er fährt seit 1994 auf direktem Wege von der Storkower Straße zum gleichnamigen S-Bahnhof, die Streckenführung über die Landsberger Allee und den Roederplatz wurde aufgegeben. Die Wege beider Linien im Ortsteil sind seitdem weitgehend konstant geblieben (Stand: 2024).
S-Bahn
Die beiden 1895 und 1881 eröffneten Ringbahnhöfe Landsberger Allee und Storkower Straße liegen bereits außerhalb des Bezirks. Die S-Bahnstrecke dazwischen tangiert den Ortsteil westlich.

## Bildung
Im Ortsteil Fennpfuhl gibt es folgende allgemeinbildende Schulen (Stand: 2025):
- Hans-Rosenthal-Schule (Grundschule)
- Schlaufuchs-Grundschule
- Schule am Roederplatz (Grundschule)
- Sonnenuhr-Schule (Grundschule)
- Nils-Holgersson-Schule (Schule mit sonderpädagogischem Förderschwerpunkt)
- Schule am Fennpfuhl (Schule mit sonderpädagogischem Förderschwerpunkt)
- May-Ayim-Schule (Integrierte Sekundarschule), bis 2025 13. Schule[20]
- Johann-Gottfried-Herder-Gymnasium

Die Schostakowitsch-Musikschule und die Margarete-Steffin-Volkshochschule Lichtenberg haben ihren Hauptsitz im Ortsteil.

## Weitere ausgewählte Straßen, Plätze, Grünanlagen, Gewerbegebiete und Sonstiges
- Herzbergstraße
- Anton-Saefkow-Platz
- Roederplatz
- Dong-Xuan-Center
- Fennpfuhlpark
- Weißenseer Weg
- Wohngebiet um den Wolfgangspfuhl
- Zentralvieh- und Schlachthof

## Persönlichkeiten des Ortsteils
- Edgar Külow (1925–2012), Kabarettist, lebte in der Bernhard-Bästlein-Straße 20
- Hans Rosenthal (1925–1987), Entertainer, überlebte den Nationalsozialismus in einem Versteck in der ehemaligen Kleingartenanlage Dreieinigkeit in der Nähe des Roederplatzes